# 249 TCN
249 TCN là một năm trong lịch La Mã.